# Бальцар, Антон
Антон (Антонин) Бальцар (чеш. Antonín Balcar; 18 июня 1847, Подебрады, Австрийская империя — 10 декабря 1888, Прага, Австро-Венгрия) — чешский писатель, журналист, историк, педагог, доктор философии.

## Биография
Родился 18 июня 1847 года в Подебрады.
Учился в гимназиях Градец-Кралове, Банска-Бистрица и Тешине. В 1870 году окончил Пражский университет. Получил научную степень доктора философии. Стал заместителем директора академической гимназии в Праге, затем в Градец-Кралове, позже в течение 11 лет преподавал в школах и гимназиях Сучавы и Тешина.
В 1883 году приглашён в первую высшую реальную гимназию в Праге на место преподавателя географии и истории. С 1885 года работал директором общественного объединения деятелей литературы, живописи и музыки «Umelecka beseda».
В 1876—1877 годах опубликовал ценную историческую работу в двух томах «Die Politik Konig Georgs von Poděbrad», специально напечатанную в Тешине. В 1887 году вместе с доктором Дж. Влахом представил описание историко-географического атласа античности, в 1888 году отредактировал одиннадцатую редакцию «Географического атласа для средних школ».
Автор работ в области истории и географии, обширной статьи об Альпах в первой части Научной энциклопедии Отто и ряда школьных учебников.
Умер 10 декабря 1888 года в Праге.